# 乳酪麵
乳酪麵（德語：Käsespätzle（德國）、Chäschnöpfli（瑞士）、, Käsknöpfle（奧地利）、Kasspatzln（提洛）、Kässpätzle/Kässpatzâ/Kässpatzn（施瓦本）），是流行於德國阿爾高和施瓦本行政區、奧地利福拉尔贝格州、列支敦士登公國、以及瑞士的傳統料理，主要材料有德國麵疙瘩、乳酪和洋葱。

## 作法
將煮好的德國麵疙瘩和熱奶酪及磨碎的奶酪交替分層後，以油葱酥裝飾，最後再將乳酪麵放入烤箱中使奶酪融化。

## 特色

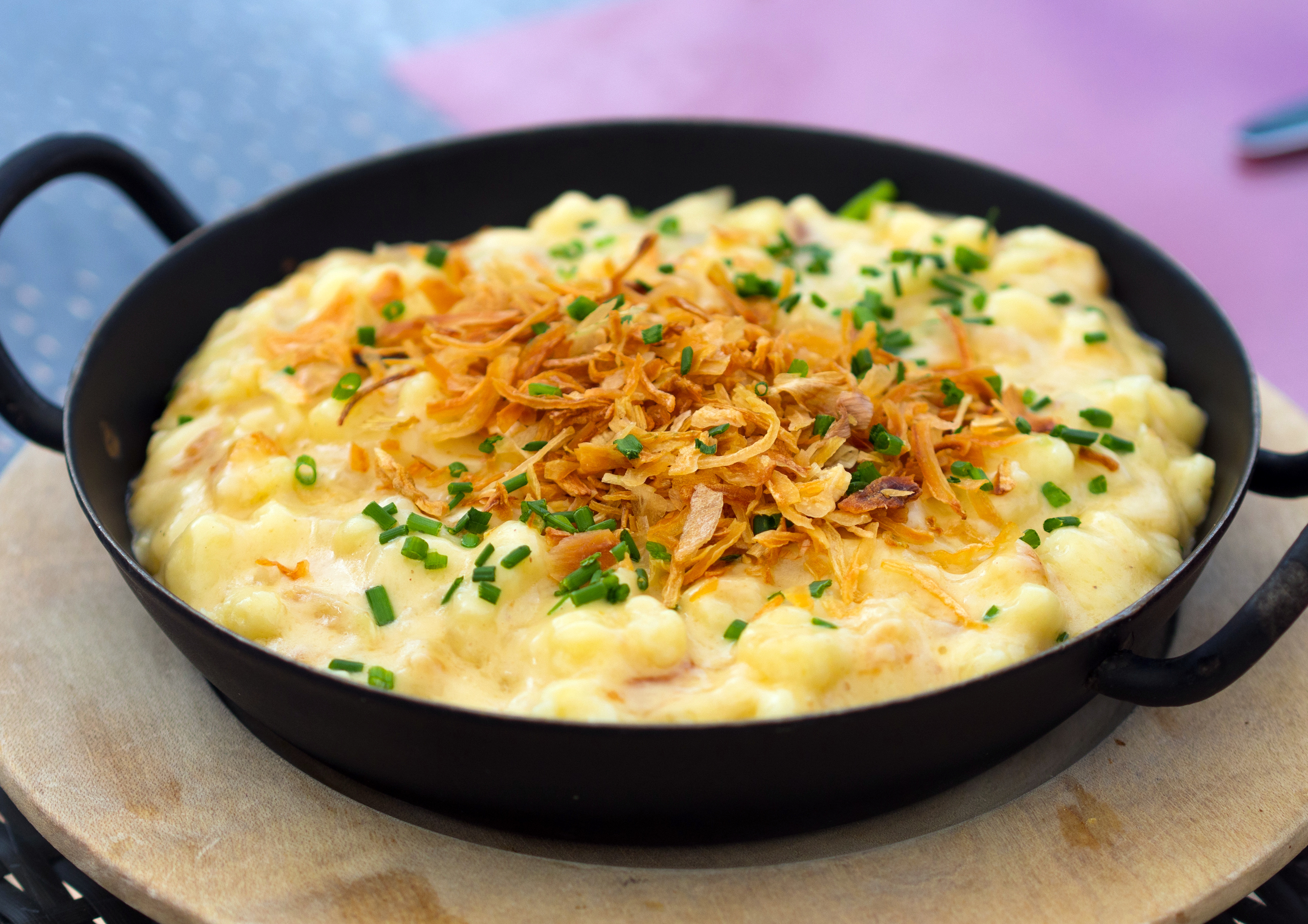
乳酪麵

在施瓦本行政區裡，他們的乳酪麵會以Bergkäse或Emmental cheese製成，有時也會同時加入兩種奶酪。但在福拉爾貝格中，不同地區可能會選擇不同的奶酪，例如在蒙塔豐會使用蒙塔豐酸奶酪，而在布雷根茨林山則使用Bergkäse以及Räßkäse（一種當地的硬起司）
乳酪麵一般搭配蔬菜沙拉或馬鈴薯沙拉，但在福拉爾貝格和列支敦士登公國裡，乳酪麵則會以蘋果醬搭配。而在福拉爾貝格地區，他們也會使用奶油或黃色洋蔥圈當配料。乳酪麵若使用不同的奶酪也會發展出不同的飲食特色，如林堡、Weissacker或Vorarlberger Bergkäse奶酪。

## 其他種類
在奧地利的薩爾茨堡及上史泰利亞裡，乳酪麵會有多樣化的改變，稱為Kasnocken或KasnocknSalzburg。他們會將乳酪麵放在鍋中油炸，再將從鍋旁刮下的細碎奶酪和意大利細麵條混合在一起，之後再放入鍋中加熱。